# Leucochrysa egregia
Leucochrysa egregia är en insektsart som beskrevs av Navás 1913. Leucochrysa egregia ingår i släktet Leucochrysa och familjen guldögonsländor. Inga underarter finns listade i Catalogue of Life.